# Église Saint-Étienne d'Argenton
L'église Saint-Étienne est une église catholique située à Argenton, en France

## Localisation
L'église est située dans le département français de Lot-et-Garonne, à Argenton.

## Historique
L'église a une origine remontant au XIIe siècle dont il reste le portail. Elle a été construite au-dessus d'une crypte ancienne au XVe ou XVIe siècle.
L'édifice est inscrit au titre des monuments historiques le 10 décembre 1957.